# رون ديفيز (مصور)
رون ديفيز (بالإنجليزية: Ron Davies)‏ (و. 1921 – 2013 م) هو مصور، ومصور حربي ‏ من المملكة المتحدة، وويلز، والمملكة المتحدة لبريطانيا العظمى وأيرلندا، توفي عن عمر يناهز 92 عاماً.

## جوائز
حصل على جوائز منها:
- نيشان الفنون والآداب من رتبة قائد (17 يناير 2013)[5]
- جائزة المنافسة العامة  [لغات أخرى]‏ (1946)